# アーパッド・ボクシュ

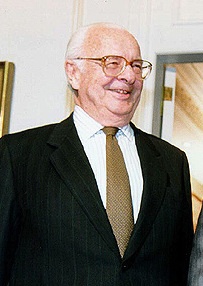
アーパッド・ボクシュ（1997年撮影）

アーパッド・ボクシュ（Árpád Bogsch、1919年2月24日 - 2004年9月19日）は、ハンガリー出身の国際公務員。
本来の発音はボクシュ・アルパード。1973年から1997年まで、世界知的所有権機関（WIPO）の第2代事務局長を務めた。国籍はアメリカ合衆国。ハンガリー人の姓名は「姓・名」の順なので（ただし、国外では「名・姓」の順に表記することも多い）、ハンガリー風に名前を表記するとボクシュ・アルパードになる。

## 略歴
1919年にハンガリーの首都ブダペストに生まれる。WIPOの前身である知的所有権保護合同国際事務局（BIRPI）の第一事務局次長を経て、1973年にゲオルグ・ボーデンハウゼンの後を受けてWIPOの第2代事務局長に就任。以後、1997年まで5期24年の長期にわたり事務局長を務めた。また、この間、植物新品種保護国際同盟（UPOV）の事務局長も兼任した。
1986年4月に、日本の勲一等瑞宝章を受章している。